# بلوط تپه شنی
بلوط تپه شنی (نام علمی: Quercus inopina) نام یک گونه از سرده بلوط است.